# Isabel Guirao
Isabel Guirao Piñeyro (Granada, España, 1955) es una emprendedora social española, especialista en discapacidad intelectual. En 1997 fundó la organización almeriense A toda vela, que ha dirigido desde entonces. Fue una de las autoras del modelo de ocio inclusivo del movimiento asociativo Plena inclusión. Fue elegida como emprendedora social de Ashoka en 2006 y en 2015 considerada como una de las 100 mujeres más influyentes de España.

## Biografía
Guirao se licenció en Psicología por la Universidad de Granada. Es patrona de la Fundación Agua de Coco de cooperación internacional desde el año 2000 y consultora de Desarrollo Organizativo en Plena inclusión desde 2008.
La metodología que desarrolla consiste es el uso de actividades de ocio para promover la integración de jóvenes con discapacidad intelectual en España. A través de un programa de eventos y clases para personas con discapacidad y otras, se crea una red de apoyo comunitario para la independencia y la autonomía con la que las personas integrantes comparten actividades de ocio de jóvenes con discapacidad intelectual.
La filosofía que subyace en esta metodología consiste en plantear el ocio con un enfoque de derechos. En el modelo que propone Guirao, las claves principales son la promoción de la amistad, el despliegue entre profesionales y familias de nuevas fórmulas y estructuras de apoyo flexibles e integradas en los entornos y la implicación de la comunidad a través del voluntariado y redes de apoyo más naturales.

## Publicaciones
- Guirao, Isabel; Vega, Beatriz (2012). Cuaderno de Buenas Prácticas: Servicio de ocio inclusivo.
- VV.AA. (2017). Elijo mi ocio. Archivado desde el original el 24 de diciembre de 2017. Consultado el 23 de diciembre de 2017.

## Reconocimientos
- Medalla de Oro al Mérito Educativo de la Junta de Andalucía[11]